# Суриков, Александр Васильевич
Алекса́ндр Васи́льевич Су́риков (5 апреля 1956 — 11 мая 2024, Мапуту) — советский и российский дипломат. Чрезвычайный и полномочный посол (2022).

## Биография
Окончил Московский государственный институт международных отношений (МГИМО) МИД СССР (1978). Владел английским, испанским и португальским языками. 
На дипломатической работе с 1978 года. Работал на различных должностях в Центральном аппарате и в Посольствах СССР/России в Анголе, Португалии, Испании и США.
- В 2004—2008 годах — начальник отдела Департамента экономического сотрудничества МИД России.
- В 2008—2012 годах — советник-посланник Посольства России в Испании.
- В 2013—2016 годах — заместитель директора Департамента информации и печати МИД России.
- В 2016—2017 годах — заместитель директора Департамента Африки МИД России.
- С 29 июля 2017 года — чрезвычайный и полномочный посол России в Мозамбике[2].
- С 16 февраля 2018 года — чрезвычайный и полномочный посол России в Эсватини (Свазиленде) по совместительству[3].

Скоропостижно скончался 11 мая 2024 года в Мапуту (Мозамбик) на 69-м году жизни.

## Дипломатический ранг
- Чрезвычайный и полномочный посланник 2 класса (13 сентября 2010)[5];
- Чрезвычайный и полномочный посланник 1 класса (28 декабря 2018)[6];
- Чрезвычайный и полномочный посол (12 сентября 2022)[7].

## Награды
- Благодарность президента Российской Федерации (16 ноября 2012) — За вклад в реализацию внешнеполитического курса Российской Федерации[8].
- Почётная грамота МИД России[4].